# Paradoxipus orzeliscoides
Paradoxipus orzeliscoides är en djurart som tillhör fylumet trögkrypare, och som beskrevs av Kristensen och Higgins 1989. Paradoxipus orzeliscoides ingår i släktet Paradoxipus och familjen Halechiniscidae. Inga underarter finns listade i Catalogue of Life.